# Lepus tibetanus
La liebre del desierto (Lepus tibetanus) es una especie de liebre que vive al sur del continente asiático, incluyendo la India; al norte de Asia (pero no en China), y partes de Europa.

## Descripción
La liebre del desierto es una especie de complexión ligera y cabeza pequeña. Crece hasta una longitud de cabeza y cuerpo de entre 400 y 480 mm (16 y 19 pulgadas) con una cola de 87 a 109 mm (3,4 a 4,3 pulgadas). Las partes superiores son de color amarillo arena a marrón apagado con brillo negro, el área de la cadera es grisácea y las partes inferiores de color blanco amarillento. El ojo está rodeado por un área de piel pálida y las orejas son anchas, revestidas con mechones de pelo en el interior y con puntas negras. Las patas delanteras son blancas al igual que las superficies exteriores de las patas traseras. La parte superior de la cola tiene una franja de color negro parduzco. Durante el invierno, el pelaje se vuelve más grueso y de color gris arena.

## Distribución y hábitat
La liebre del desierto es originaria de Asia Central y su área de distribución se extiende desde Afganistán y el norte de Pakistán hasta Mongolia, la Región Autónoma Uigur de Xinjiang , Gansu y Mongolia Interior en el norte de China. Se encuentra en altitudes de hasta 3.500 o 4.000 m (11.500 o 13.100 pies) en zonas áridas y semiáridas, desiertos con matorrales, pastizales y estepas. 

## Ecología
La liebre del desierto es herbívora; su dieta incluye raíces, follaje, tallos, bayas y semillas. A veces también se alimenta de cactus para humedecerse. Se alimenta principalmente al anochecer, pero a veces emerge durante el día. Como otras liebres, no cava una madriguera, sino que permanece escondida en una depresión poco profunda. Las hembras tienen hasta tres camadas por año, normalmente de tres a diez crías cada vez.

## Estado
La liebre del desierto tiene una amplia distribución, pero se desconoce el tamaño y la tendencia de la población. La Unión Internacional para la Conservación de la Naturaleza ha evaluado su estado de conservación como de " menor preocupación " basándose en que no se reconocen amenazas particulares, y si la población se está reduciendo, es probable que lo haga a un ritmo demasiado lento para calificar. para una categoría más amenazada. 